# Quintus Petillius Cerialis
Quintus Petillius Cerialis Caesius Rufus  (omstreeks 30 - ?) was generaal in het Romeinse leger. 
Een groot deel van zijn loopbaan bracht hij door in Britannia en Germania Inferior. Belangrijke wapenfeiten waren het onderdrukken van de opstand van de Iceni in het huidige Engeland en de opstand van de Bataven onder leiding van Julius Civilis. Zijn geboortejaar staat niet vast maar wordt herleid uit het feit dat hij in 60 het commando over het negende legioen Hispana kreeg: daarvoor moest men minimaal dertig jaar oud zijn.
Hij werd waarschijnlijk geboren in Umbrië in Italië. Hij kan de al of niet geadopteerde zoon van senator Petilius Rufus zijn geweest, maar zeker is dat niet. Het eerste dat bekend is, is dat Quintus Petillius Cerialis de Romeinse troepen in Britannia aanvoerde in de strijd tegen de Iceense Boudicca in 60/61. Ondanks een zware nederlaag bij Camulodunum (het huidige Colchester) kwam hij als overwinnaar uit deze oorlog.
Cerialis was getrouwd met Flavia Domitilla, de dochter van keizer Vespasianus en werd daardoor automatisch partij in de burgeroorlog die Rome teisterde in het Vierkeizerjaar. Vitellius nam hem gevangen als gijzelaar in 69. Cerialis wist echter te ontsnappen en kon zo meedoen aan het succesvolle beleg van Rome dat voor Vespasianus werd ingenomen. Ondanks de moeizame manier waarop deze belegering plaatsvond werd Cerialis als beloning benoemd tot aanvoerder van een expeditiemacht tegen de Bataven, die in 69 de wapens tegen Rome hadden opgenomen en inmiddels een ernstige bedreiging vormden. Het beleg van Xanten door de Bataven werd door hem gebroken en de Bataafse rebellie werd de kop ingedrukt. Cerialis wist aan gevangenschap te ontkomen, toen zijn vlaggenschip door Germanen werd weggesleept en hij er die nacht niet aanwezig was. 'Volgens de meesten' verbleef hij die nacht bij Claudia Sacrata, een Ubische. Het schip werd de profetes Veleda ten geschenke gegeven.
Misschien werd Cerialis door deze overwinning op de Bataven benoemd tot gouverneur van Britannia (71). In 74 vertrok hij alweer naar Rome als consul. Zijn belangrijkste wapenfeit in Britannia was het beteugelen van de Brigantes in Noord-Engeland. Hij stichtte Eboracum, een fort aan de samenvloeiing van de rivieren Ouse en Foss, dat uitgroeide tot de stad York.
Zijn vrouw kreeg ook een dochter Domitilla. Het jaar van overlijden van Cerialis is niet bekend.
In de stad Nijmegen is een Cerialisstraat.